# Casa museo di Monticello Amiata
La casa museo di Monticello Amiata è un museo etnografico situato nella frazione di Monticello Amiata, nel comune di Cinigiano (GR).

## Storia
Il progetto per un museo che contenesse strumenti e attrezzi locali del passato contadino nacque per la prima volta all'inizio degli anni ottanta, quando su iniziativa della Pro Loco di Monticello venne allestita nell'ottobre 1981 una mostra che esponeva oggetti legati alla lavorazione delle castagne, in occasione dell'annuale festa della castagna. Nelle edizioni degli anni successivi, gli abitanti del paese misero a disposizione spontaneamente altri oggetti, utensili, strumenti di lavoro e di uso domestico e quotidiano, che continuarono ad essere proposti in esposizioni temporanee nel circuito della festa. L'idea di una mostra permanente divenne realtà quando, nel 1986, furono individuate all'interno del vecchio palazzo comunale alcune stanze che conservavano le originarie caratteristiche di un'abitazione ottocentesca. Nei due anni seguenti il Comune di Cinigiano, con la collaborazione dell'associazione culturale Casa Museo, vi allestì il museo etnografico, ponendo particolare attenzione agli antichi mestieri legati alla lavorazione dell'olio e delle castagne, fino alla definitiva inaugurazione avvenuta nel 1989. Negli anni il museo è stato ampliato a più riprese ed è stato realizzato inoltre un laboratorio didattico con biblioteca e archivi, oltre che percorsi naturalistici per la conoscenza del territorio circostante, come "la via delle fonti" e "la via della castagna". Dal 2005 il museo fa parte del Sistema museale Amiata grossetano, così come del circuito provinciale Musei di Maremma.

## Edificio
Il museo è ospitato nelle stanze al piano terra del seicentesco ex-palazzo comunale di Monticello Amiata, nella centrale via Grande. Quando nel 1783 il granduca Leopoldo II sancì il trasferimento della sede municipale a Cinigiano, l'edificio divenne sede del tribunale fino al 1837. Successivamente il fabbricato subì alcune modifiche per essere adibito in parte ad abitazione (il piano terreno e i superiori) e in parte (il piano interrato) in ambiente lavorativo (frantoio).

## Sale espositive
Le sale del museo si dispongono su due piani: il piano terra del palazzo (70 m²), diviso in tre stanze che ripropongono una tipica abitazione contadina ottocentesca (cucina, camera, magazzino), e il piano seminterrato (53 m²), con la stalla, l'antico frantoio e il deposito per i cereali.
La visita inizia al piano terra, dove è ricostruita la cucina: il pavimento in cotto; un tavolo al centro della stanza, illuminato da una piccola lampadina a basso voltaggio, con due sedie impagliate; il camino a parete, sulla sinistra in fondo, elemento indispensabile per il sostentamento della famiglia e suggestione maggiore per ricreare l'ambiente quotidiano del focolare domestico; mensole, tavolini e scaffali in legno che espongono numerosi oggetti di vita locale, strumenti da cucina o da lavoro, come l'arcolaio – strumento utile per dipanare le matasse – o il macinino per l'orzo, il ferro da stiro a carbone, piatti e contenitori, il pentolone di rame incrostato dal nero di carbone, il catino per l'acqua, e infine il gitto, un foro che consentiva di scaricare rifiuti ed escrementi direttamente nella concimaia. Sulla sinistra si accede al magazzino, attualmente adibito a ripostiglio dove sono ospitati più di trecento oggetti e utensili donati dagli abitanti del paese; sulla destra è situata la camera da letto, dove è conservato un letto in ferro, posto tra due piccole finestre, con un tavolino, una cassapanca, un comodino con base in marmo, un armadio a due ante e infine una piccola toilette; sopra al letto è posta un'immagine votiva della Madonna di Val di Prata, santuario mariano situato alle pendici di Monticello Amiata.
Il piano seminterrato, raggiungibile attraverso una scala posta a destra dell'ingresso, si presenta come un'unica grande stanza che può essere suddivisa in tre ambienti differenti: il primo mostra un antico frantoio con macina in pietra, insieme ad altri strumenti di lavoro; il secondo è dedicato alla trebbiatura, e sono così esposti altri strumenti e macchinari, come uno dei primi modelli di trebbiatrici a fermo; il terzo ambiente conserva la stalla per l'asino, forza motrice della macina del frantoio, e per il maiale, chiuso nel gabbiolo. Una piccola stanzetta, scendendo sulla sinistra, permette di raggiungere il pozzo interno da cui si attingeva l'acqua.